# Erlanger (Kentucky)
Erlanger ist eine Stadt (City) im Kenton County im Norden des US-amerikanischen Bundesstaats Kentucky. Das U.S. Census Bureau hat bei der Volkszählung 2020 eine Einwohnerzahl von 19.611 ermittelt.
Erlanger liegt an der Kreuzung der Interstate 75 mit der Interstate 275, der Ortsumgehung direkt im Süden von Cincinnati.
Ihren heutigen Namen erhielt die Stadt zu Ehren des Eisenbahnkönigs und Sponsors Frédéric Emile Baron d’Erlanger.
Das internationale Versandzentrum von eBay hat seinen Sitz in Erlanger.
Die Metal-Band Lethal stammt von hier.

## Persönlichkeiten
- William Edward Lori (* 1951), Bischof